# Škoda 14Tr
Škoda 14Tr este un tip de troleibuz cehoslovac. A fost produs între 1980 și 2003 (prototipurile fiind deja în lucru în prima jumătate a anilor '70) la fabrica Škoda din Ostrov.

## Specificații
- Lungime: 11.34 m
- Lățime: 2,5 m
- Înălțime: 3.41 m
- Greutatea vehiculului gol: 10 t
- Numărul de locuri: 80 (3-uși versiune) / 80 (Versiunea 2-uși)
  - numărul de locuri: 24 - 29 / 32 - 41
  - cameră în picioare: 56 - 51 / 48 - 39
- Putere: 100 - 120 kW
- Viteză maximă: 65 kilometri pe oră

## Galerie
|  |  |  |  |  |  |  |  |  |  |  |  |  |  |  |